# Сага (Северо-Казахстанская область)
Сага (каз. Саға) — упразднённое село в Уалихановском районе Северо-Казахстанской области Казахстана. Входило в состав Амангельдинского сельского округа. Ликвидировано в 2010 г.
Располагалось на крайнем востоке области, на правом берегу реки Тлеусай в 3 км к северо-западу от аула Тлеусай, в 60 км к востоку от села Кишкенеколь и в 7 км от границы с Россией.

## Население
В 1999 году население села составляло 103 человека (58 мужчин и 45 женщин). По данным переписи 2009 года, в селе проживало 7 человек (5 мужчин и 2 женщины).